# FM21
FM21株式会社（エフエムにじゅういち）は、沖縄県浦添市前田に本社を置き、浦添市、宜野湾市、西原町の一部を放送区域として超短波放送（FM放送）を行う特定地上基幹放送事業者（コミュニティ放送局）。
「FM21」の愛称でコミュニティ放送を行っている。

## 概要
2002年、沖縄県3局目のコミュニティFM局として開局。
24時間放送を行っている。一部の番組はFMレキオ・ちゅらハートFMもとぶ・FM久米島と同時放送を行っている。またFMレキオ・ちゅらハートFMもとぶとはホームページデザインが統一されている。2006年4月から約半年間にわたり、ハワイの日本語ラジオ局KZOOとの同時放送の番組が放送されていた。
2008年4月より生放送番組をStickam JAPAN!で配信している（ただし著作権上音楽は流れない）。のち2010年12月16日よりSimulRadioに参加し、音楽も含めた全番組がインターネットで聴取できるようになった。

## 主な番組
- ゆんたく健康トーク（月 20:00 - 20:55）
- ゆんたくラフテーナイト（月 13:00 - 14:00）
- かなめとふみのマンマるトーク（第2・4・5火 20:00 ~ 20:50）
- FM21音楽番組